# Muscinae
Muscinae è una sottofamiglia di insetti dell'ordine dei Ditteri.

## Tassonomia
Nella sottofamiglia sono comprese due tribù:
- Muscini
- Stomoxyini

Precedentemente erano assegnate a questa sottofamiglia le tribù Azeliini e Reinwardtiini, entrambe ora classificate come Azeliinae